# Scream Queen
Cet article concerne le terme générique. Pour la série télévisée, voir Scream Queens (série télévisée). Pour la télé-réalité (Scream Queens), voir Le Casting de l'horreur.
Pour les articles homonymes, voir Scream et Queen.

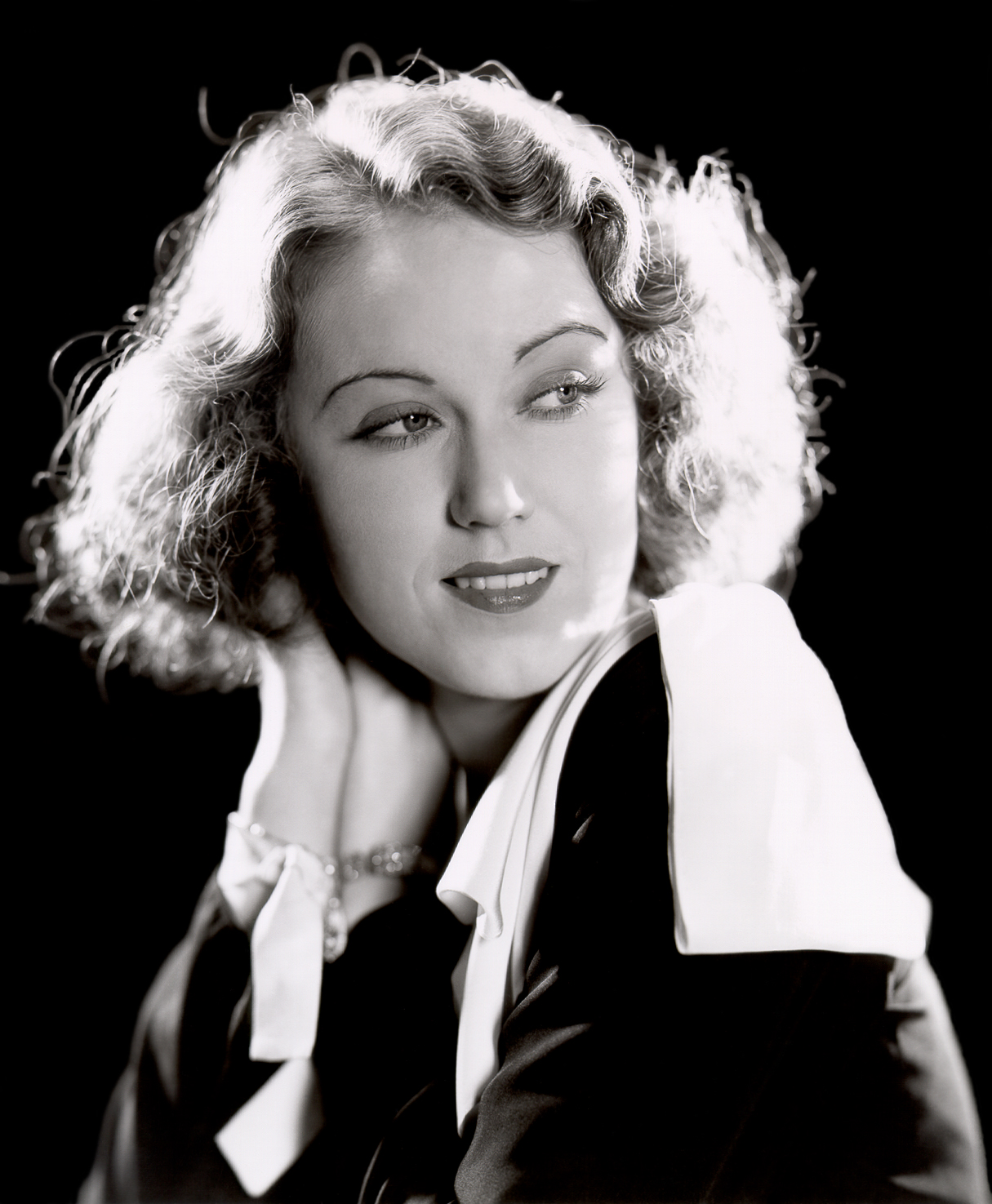
Fay Wray, l'une des premières Scream Queens.

Une scream queen (littéralement : « reine du hurlement », un jeu de mots issu de screen queen, « reine de l'écran ») est une actrice incarnant le stéréotype de la jeune femme victime de l'adversaire dans un film, généralement d'horreur. Si Fay Wray est considérée par les spécialistes comme la première scream queen pour son rôle dans King Kong en 1933, Jamie Lee Curtis a totalement renouvelé l'emploi dans La Nuit des masques en 1978.

## Définition
Le terme anglais scream queen désigne les personnages féminins, généralement dans un film d'horreur, incarnant le stéréotype de la demoiselle en détresse (damsel in distress). Ce rôle se fait poursuivre par un adversaire : un psychopathe, un monstre, par exemple. Physiquement, la scream queen est souvent jeune, blanche, jolie, en tenue légère et pas très intelligente. Avec le temps la scream queen est devenue moins superficielle et plus astucieuse, à l'image du personnage de Neve Campbell dans la série de films Scream créant alors deux types de scream queens : celle qui s'éloigne des clichés et qui est généralement l’héroïne ou l'une des survivantes et le second rôle, souvent une amie de l’héroïne, obligatoirement massacrée par le personnage antagoniste.
Le terme est popularisé dans les années 1980 avec des actrices comme Jamie Lee Curtis, mais aussi Linnea Quigley, considérée comme la "reine des scream queens". Beaucoup d'actrices de films horrifiques et de séries B de cette période (comme  Brinke Stevens, Michelle Bauer, Debbie Rochon, ...) jouent avec cette image.
Cependant le terme scream queen est devenu galvaudé, finissant par désigner « n'importe quelle actrice jouant dans un film d'horreur ».

## Quelquesscream queenscélèbres
- Fay Wray dans King Kong (1933)[3].
- Janet Leigh dans Psychose (1960).

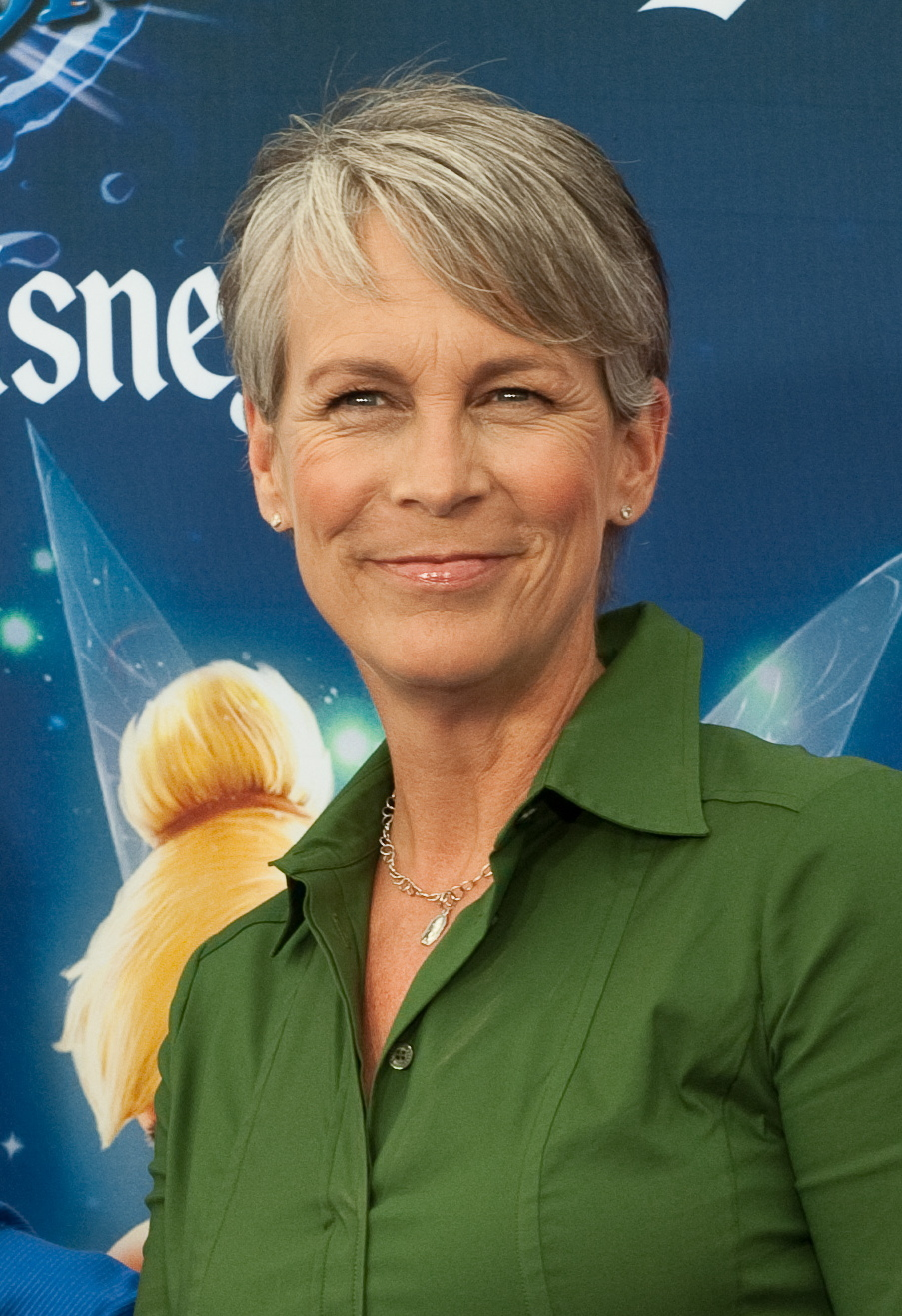
Jamie Lee Curtis, la plus célèbre Scream Queen moderne.

- Judith O'Dea dans La nuit des morts-vivants (1968).
- Margot Kidder dans Sœurs de sang (1973), Black Christmas (1974) et Amityville : La Maison du diable (1979).
- Marilyn Burns dans Massacre à la tronçonneuse (1974).
- Sissy Spacek dans Carrie au bal du diable (1976)
- Jamie Lee Curtis dans la série de films Halloween (1978-2022).
- Adrienne King dans Vendredi 13 (1980).
- Linnea Quigley dans Graduation Day (1981), Douce nuit, sanglante nuit (1984), Le Retour des morts-vivants (1985) et Night of the Demons (1988).
- Brinke Stevens dans Fête sanglante (1982)
- Michelle Bauer dans Hollywood Chainsaw Hookers (1988) et Puppet Master III : La Revanche de Toulon (1991)
- Heather Langenkamp dans Les Griffes de la nuit (1984)
- Sheryl Lee dans Twin Peaks (1990-1991, 2017) et Twin Peaks : Fire Walk With Me (1992)
- Neve Campbell et Courteney Cox dans la série de films Scream (1996-2023).
- Drew Barrymore et Rose McGowan dans Scream (1996).
- Jada Pinkett Smith et Elise Neal dans Scream 2 (1997).
- Sarah Michelle Gellar dans Scream 2 (1997), Souviens-toi... l'été dernier (1997) et dans les deux premiers volets de The Grudge (2004-2006)
- Jennifer Love Hewitt dans Souviens-toi... l'été dernier (1997) et Souviens-toi... l'été dernier 2 (1999).
- Anne Heche dans Psycho (1998).
- Michelle Wiliams et Jodi Lyn O'Keefe dans Halloween, 20 ans après (1998).
- Alicia Witt et Tara Reid dans Urban Legend (1999).
- Emily Bergl dans Carrie 2 : La Haine (1999).
- Jenny McCarthy, Parker Posey, Emily Mortimer et Kelly Rutherford dans Scream 3 (2000).
- Jennifer Morrison et Eva Mendes dans Urban Legend 2 : Coup de grâce (2000).
- Katherine Heigl et Denise Richards dans Mortelle Saint-Valentin (2000).
- Erica Leerhsen dans Blair Witch 2 : Le Livre des ombres (2000), Massacre à la tronçonneuse (2003) et Détour Mortel 2.
- Ali Larter et le reste de la distribution féminine de la série de films Destination finale (2000-2011).
- Jessica Biel dans Massacre à la tronçonneuse (2003).
- Eliza Dushku dans Détour mortel (2003).
- Shawnee Smith et le reste de la distribution féminine de la série de films Saw (2004-2010).
- Paris Hilton et Elisha Cuthbert dans La Maison de cire (2005).
- Katie Cassidy dans Black Christmas (2006) et Freddy : Les Griffes de la nuit (2010).
- Scout Taylor-Compton dans Halloween (2007) et sa suite (2009).
- Briana Evigan, Leah Pipes, Rumer Willis, Jamie Chung et Margo Harshman dans Sœurs de sang (2009).
- Amanda Seyfried dans Jennifer's Body (2009).
- Marielle Jaffe, Hayden Panettiere, Alison Brie, Brittany Robertson, Aimee Teegarden et le reste de la distribution féminine de Scream 4 (2011).
- Alexandra Daddario dans Texas Chainsaw 3D (2013).
- Chloë Grace Moretz dans Carrie : La Vengeance (2013).
- Vera Farmiga dans Bates Motel (2013-2017).
- Shelley Hennig, Renee Olstead et Courtney Halverson (en) dans Unfriended (2014).
- Willa Fitzgerald, Carlson Young, Bella Thorne et le reste de la distribution féminine de la série Scream (2015-2019).
- Emma Roberts, Skyler Samuels, Ariana Grande, Lea Michele et le reste de la distribution féminine de la série Scream Queens (2015-2016).
- Taissa Farmiga, Malin Åkerman, Nina Dobrev et Alia Shawkat dans Scream Girl (2015).
- Samara Weaving dans Ash vs Evil Dead (2015), The Babysitter (2017) et sa suite (2020), Wedding Nightmare (2019) et Scream 6 (2023)
- Katie McGrath et le reste de la distribution féminine de la série Slasher (2016-...).
- Elizabeth Mitchell, Elizabeth Lai, Amber Coney, Paulina Singer (en) et le reste de la distribution féminine de la série Dead of Summer (2016).
- Jessica Rothe dans Happy Birthdead (2017) et sa suite (2019).
- Kathryn Newton dans Freaky (2020).
- Lauren LaVera dans Terrifier 2 (2022).
- Jenna Ortega dans The Babysitter: Killer Queen (2020), Scream (2022), X (2022) et Scream 6 (2023).
- Melissa Barrera dans Scream (2022) et Scream 6 (2023).

## Autres médias
Le jeu-vidéo Until Dawn, sorti en 2015 sur PlayStation 4, s’inspire des slashers movies, des films paranormaux et autres films d'horreur. Il en reprend plusieurs codes et il est donc normal d'y retrouver des personnages féminins correspondant parfaitement au stéréotype de la Scream Queen. Sam, interprétée par Hayden Panettiere, se rapproche de la scream queen courageuse et intelligente ; Ashley, interprétée par Galadriel Stineman, se rapproche de celle plutôt timide et en retrait et quant à Jessica et Emily, respectivement interprétée par Meaghan Martin et Nichole Bloom, elles correspondent parfaitement à la Scream Queen classique, celle qui est jolie, pas très intelligente, assez méchante et qui n’hésite pas à user de son physique.